# Stazione di Anconetta
Stazione di Anconetta vasútállomás Olaszországban, Veneto régióban, Vicenza településen.

## Vasútvonalak
Az állomást az alábbi vasútvonalak érintik:
- Vicenza-Schio-vasútvonal

## Kapcsolódó állomások
A vasútállomáshoz az alábbi állomások vannak a legközelebb: 
- Stazione di Cavazzale
- Stazione di Vicenza